# New Orleans Saints 1989
La stagione 1989 dei New Orleans Saints è stata la 23ª della franchigia nella National Football League. Malgrado un record di 9-7, la squadra non riuscì a qualificarsi ai playoff per il secondo anno consecutivo.

## Scelte nel Draft 1989
| Scelte dei Saints nel Draft 1989 |        |                  |                  |                        |
| Giro                             | Scelta | Giocatore        | Ruolo            | College                |
| 1                                | 19     | Wayne Martin     | Defensive end    | Arkansas               |
| 2                                | 46     | Robert Massey    | Cornerback       | North Carolina Central |
| 3                                | 79     | Kim Phillips     | Defensive back   | North Texas            |
| 4                                | 106    | Michael Mayes    | Defensive back   | LSU                    |
| 5                                | 133    | Kevin Haverdink  | Offensive tackle | Western Michigan       |
| 6                                | 159    | Floyd Turner     | Wide receiver    | Northwestern State     |
| 7                                | 186    | David Griggs     | Linebacker       | Virginia               |
| 8                                | 213    | Fred Hadley      | Wide receiver    | Mississippi State      |
| 9                                | 246    | Jerry Leggett    | Linebacker       | Cal State Fullerton    |
| 10                               | 273    | Joe Henderson    | Running back     | Iowa State             |
| 11                               | 300    | Calvin Nicholson | Defensive back   | Oregon State           |
| 12                               | 327    | Mike Cadore      | Wide receiver    | Eastern Kentucky       |

## Roster
| Roster dei New Orleans Saints nel 1989 |
| --- |
| Quarterback - 11 John Fourcade - 3 Bobby Hebert Running Back - 32 Paul Frazier - 34 Craig Heyward - 21 Dalton Hilliard - 29 Undra Johnson - 23 Buford Jordan FB - 36 Rueben Mayes Wide Receiver - 87 Lonzell Hill - 84 Eric Martin - 80 Brett Perriman Tight End - 85 Hoby Brenner - 82 John Tice Offensive Linemen - 67 Stan Brock T - 79 Glenn Derby G - 72 Jim Dombrowski G - 63 Brad Edelman G - 74 Kevin Haverdink T - 61 Joel Hilgenberg C - 65 Steve Trapilo G Defensive Linemen - 97 Jumpy Geathers DE - 93 Wayne Martin DT - 73 Frank Warren DE - 94 Jim Wilks NT Linebacker - 57 Rickey Jackson OLB - 53 Vaughan Johnson ILB - 51 Sam Mills ILB - 56 Pat Swilling OLB Defensive Back - 28 Gene Atkins FS - 41 Toi Cook CB - 27 Antonio Gibson S - 40 Robert Massey CB - 39 Brett Maxie SS - 44 Dave Waymer CB Special Team - 7 Morten Andersen K - 6 Tommy Barnhardt P - 9 George Winslow P                                                                                    |
| Legenda - I rookie sono in corsivo. - Il primo ruolo è il principale mentre gli eventuali successivi indicano i ruoli secondari. - (IR) sta per Injured Reserve ed indica la lista ristretta per un solo giocatore infortunato che può tornare ad allenarsi dopo la settimana 6 e a rientrare in prima squadra dopo che questa ha giocato 8 partite. - (NF-Inj.) / (NF-Ill.) stanno rispettivamente per Non-Football Injured e Non-Football Illness ed indicano le liste dove viene inserito un giocatore che ha un infortunio o una malattia non dipendente dal football americano. - (PUP) sta per Physically Unable to Perform ed indica la lista dove viene inserito un giocatore mentre è in attesa di recuperare la condizione fisica. Nella stagione regolare dopo la sesta partita giocata dalla propria squadra, il giocatore ha tempo tre settimane per riprendere ad allenarsi, più tre settimane aggiuntive dal suo rientro agli allenamenti per rientrare in prima squadra. |

## Calendario
| Stagione regolare |                         |           |
| Turno             | Avversario              | Risultato |
| 1                 | Dallas Cowboys          | V 28–0    |
| 2                 | at Green Bay Packers    | S 35–34   |
| 3                 | at Tampa Bay Buccaneers | S 20–10   |
| 4                 | Washington Redskins     | S 16–14   |
| 5                 | San Francisco 49ers     | S 24–20   |
| 6                 | New York Jets           | V 29–14   |
| 7                 | at Los Angeles Rams     | V 40–21   |
| 8                 | Atlanta Falcons         | V 20–13   |
| 9                 | at San Francisco 49ers  | S 31–13   |
| 10                | at New England Patriots | V 28–24   |
| 11                | at Atlanta Falcons      | V 26–17   |
| 12                | Los Angeles Rams        | S 20–17   |
| 13                | at Detroit Lions        | S 21–14   |
| 14                | at Buffalo Bills        | V 22–19   |
| 15                | Philadelphia Eagles     | V 30–20   |
| 16                | Indianapolis Colts      | V 41–6    |

## Classifiche
| NFC West               |    |    |   |      |     |      |     |     |     |
|                        | V  | S  | P | %    | DIV | CONF | PF  | PS  | STR |
| San Francisco 49ers(1) | 14 | 2  | 0 | .875 | 5–1 | 10–2 | 442 | 253 | V5  |
| Los Angeles Rams(5)    | 11 | 5  | 0 | .688 | 4–2 | 8–4  | 426 | 344 | V2  |
| New Orleans Saints     | 9  | 7  | 0 | .563 | 3–3 | 5–7  | 386 | 301 | V3  |
| Atlanta Falcons        | 3  | 13 | 0 | .188 | 0–6 | 1–11 | 279 | 437 | S7  |